# Łoginowka (obwód saratowski)
Łoginowka (ros. Логиновка) – wieś (sieło) w Rosji, w obwodzie saratowskim, w rejonie krasnokuckim. W 2010 liczyła 797 mieszkańców.